# فتالیل‌سولفاتیازول
فتالیل‌سولفاتیازول (انگلیسی: Phthalylsulfathiazole) یک داروی سولفونامیدی و یک عامل ضد میکروبی با طیف گسترده است که می‌تواند انواع گوناگونی عفونت‌ها از جمله روده را درمان کند. مکانیسم اثر به تضاد رقابتی با اسید پارا آمینو بنزوئیک و مهار فعالیت دی هیدروپتروات سنتتاز بستگی دارد که به نوبه خود منجر به اختلال در سنتز دی هیدروفولیک اسید و در نتیجه متابولیت فعال آن برای سنتز پورین و پیریمیدین می‌شود.

این دارو در درمان اسهال خونی، کولیت، گاستروانتریت و جراحی روده نشان داده شده است. این یک مشتق از سولفاتیازول است که در آن جایگزینی فتالیک اسید روی نیتروژن آنیلین از جذب آن به جریان خون از روده جلوگیری می‌کند.